# Claudio Luchinat
Claudio Luchinat (Firenze, 15 febbraio 1952) è un chimico italiano, noto i suoi contributi innovativi nel campo della risonanza magnetica nucleare, primo scienziato europeo a vincere nel 2018 il premio Richard Robert Ernst..

## Biografia
Dopo il liceo si iscrisse alla Facoltà di Chimica dell'Università di Firenze nell'a.a. 1970-71. Ha conseguito un dottorato di ricerca in Chimica presso l'Università di Firenze. È stato professore ordinario di Chimica presso l'Università di Bologna (1986-1996).
È ricercatore presso l'Università degli Studi di Firenze e professore ordinario di Chimica presso la stessa università (1996-, CERM e Dipartimento di Chimica). È membro della Società chimica italiana, New York Academy of Sciences, American Association for the Advancement of Science.

## Opere
È autore di circa 550 pubblicazioni in Chimica Bioinorganica, NMR e Biologia Strutturale e di quattro libri. Il suo indice h è 85 e le sue pubblicazioni sono state citate più di 19.000 volte.
Una selezione:
- (con Ivano Bertini, Russell S.Drago), The coordination chemistry of metalloenzymes, Dordrecht-London, Reidel/NATO Scientific Affairs Division, 1983
- (con Lucia Banci e Ivano Bertini, Nuclear and electron relaxation, Weinheim, VCH, 1991.
- (con Marco Sola), Zinc enzymes in Encyclopedia of inorganic chemistry, New York, Wiley, 1994, VIII, pp. 4406-4434